# 江浙菜
江浙菜，又稱吳越菜，中國自唐宋以後，江蘇與浙江兩菜為「南菜」的兩大台柱，「江」指江蘇南部（蘇州、無錫、上海一帶）；「浙」指浙西（嘉興、湖州、杭州一帶）。兩地現今雖被拆分於兩個省中，實際，自古以來皆屬於吳越地區。尤其是所提到的太湖地區，文化上高度一致，菜系可能因地區的差異而略有不同，但大體風格所差無幾。吳越在位置上居於「魚米之鄉」，故其菜餚皆鮮美滑嫩，菜式小巧玲瓏，與當地景緻融為一體，自宋代以來有關飲食文化的書籍多是吳越人士所撰。
吳越菜系帶有較濃的文人士大夫色彩。特別重視菜蔬，以菜蔬作為主料的菜肴，如南腿菜扇、雞油菜心、糟燴鞭筍、蝦油菠菜，吳越菜中以魚蝦為原料的名菜很多，大多留有鮮美的湯汁，口味偏甜。如被乾隆譽為「天下第一魚」的松鼠鱖魚、名聞百年的西湖醋魚、西湖龍井茶為配的龍井蝦仁、洞庭島碧螺春為配的碧螺蝦仁。